# Kang-hszi ce-tien
A Kang-hszi ce-tien (康熙字典; pinjin (pinyin): Kāngxī Zìdiǎn) kínai írásjegyszótár, melyet Kang-hszi (Kang-xi) császár parancsára állítottak össze és 1716-ban adták ki. A szótár az 1615-ben kiadott Ce-huj (Zihui) szótár által bevezetett 214 radikális alapján rendszerezi az írásjegyeket. A szótár népszerűsége miatt ma ezeket a radikálisokat Kang-hszi radikálisok néven ismerik. A szótár 47 035 írásjegyet tartalmaz, első kiadásakor 40 kötetben (冊, cö (ce)) jelent meg. Mintegy 40%-a, úgy 20 000 írásjegy valójában csak eltérő írásképeket jelöl, valamint ezen felül sok elavult, ritka vagy hapax legomenon írásjegy is található benne. Ezeket leszámítva is, a Kang-hszi ce-tien (Kāngxī Zìdiǎn) csaknem háromszor annyi írásjegyet közöl, mint az első írásjegyszótár, az  i. sz. 100-ban összeállított Suo-ven csie-ce (Shuowen jiezi). Ezzel a legnagyobb kínai írásjegyszótárnak számít.